# Claudette Colbert
Claudette Colbert (Émilie Chauchoin: Saint-Mandé, Francia, 13 de septiembre de 1903-Speightstown, Barbados, 30 de julio de 1996) fue una actriz de cine franco-estadounidense. Ganadora del Premio de la Academia a la Mejor Actriz por Sucedió una noche (1934). Con una carrera que abarca más de seis décadas y más de 60 películas, se llegó a convertir en una gran figura del Cine Clásico de Hollywood. Es considerada uno de los grandes mitos del Séptimo Arte. Era conocida por una versatilidad que la llevó a convertirse en una de las estrellas mejores pagadas de la industria en la década de 1930 y 1940, y en 1938 y 1942, la estrella mejor pagada. En 1999, el American Film Institute votó póstumamente a Colbert como la duodécima estrella femenina más grande del cine clásico de Hollywood.
Su cara redonda, sus ojos grandes, sus encantadoras maneras aristocráticas, y el estilo para la comedia ligera, así como para el drama emocional, lograron convertirla en un gran icono americano, y en una de la celebridades más queridas del siglo XX. Otras de sus obras más notables de la actriz incluyen Cleopatra (1934) y The Palm Beach Story (1942).

## Biografía
Émilie Chauchoin (pronunciado "scho-schuan") nació el 13 de septiembre de 1903 en Saint-Mandé, Francia. Hija de Jeanne Marie (1877-1970) y Georges Claude Chauchoin (1867-1925). Aunque fue bautizada como Émilie, la llamaron Lily por la actriz Lillie Langtry, nacida en Jersey, y también por una tía del mismo nombre, la hija adoptiva de su abuela materna, Émilie Loew (1878-1954). Colbert, su madre y su abuela Marie Augustine Loew (1842-1930) nacieron en las Islas del Canal entre Inglaterra y Francia, por lo que ya hablaban inglés con fluidez antes de ir a los Estados Unidos, pues se hablaba francés e inglés en el círculo familiar.
El hermano de Colbert, Charles Auguste Chauchoin (1898-1971), también nació en Jersey. La madre de Colbert tenía varias ocupaciones. Si bien su padre había perdido la vista en el ojo derecho y no se había establecido en una profesión, trabajó como banquero de inversiones, sufriendo reveses comerciales. Marie Loew ya había estado en los Estados Unidos, y el cuñado de Georges (apellido Vedel) ya vivía en la ciudad de Nueva York. Marie estaba dispuesta a ayudar a Georges financieramente, pero también lo alentó a probar suerte en los Estados Unidos. Para buscar más oportunidades de empleo, Colbert y su familia, incluidos Marie y Emilie Loew, emigraron a Manhattan en 1906, cuando la actriz contaba con apenas tres años.

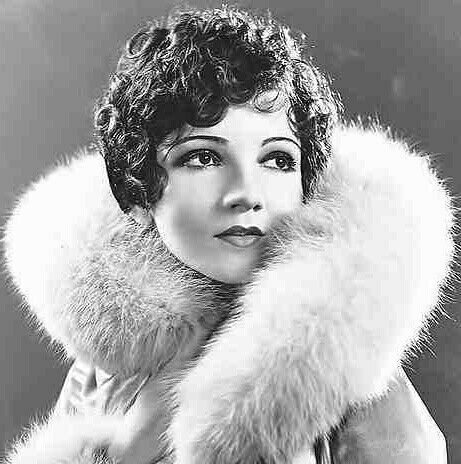
Colbert durante sus días estudiante de secundaria en 1920.

Vivían en el quinto piso de un edificio en la calle 53. Colbert declaró que subía esas escaleras hasta el quinto piso todos los días hasta 1922. Durante este periodo sus padres le cambiaron formalmente el nombre legal a Lily Claudette Chauchoin. Georges Chauchoin trabajó como funcionario subalterno en First National City Bank. Antes de que Colbert ingresara en la escuela pública, rápidamente aprendió inglés con su abuela Marie Loew y continuó hablando con fluidez el francés. Esperaba convertirse en pintora desde que había agarrado su primer lápiz. Su familia se naturalizó en los Estados Unidos en 1912. A su madre le gustaba la ópera.
Colbert estudió en la escuela secundaria Washington Irving (conocida por tener un programa de arte sólido), donde su maestra, Alice Rossetter, la animó a audicionar para una obra de teatro que Rossetter había escrito. En 1919, Colbert hizo su debut en el escenario en el Provincetown Playhouse en The Widow's Veil a la edad de 15 años.  Sin embargo, el interés de Colbert todavía se inclinaba hacia la pintura, el diseño de moda y el arte comercial.
Con la intención de convertirse en diseñadora de moda, asistió a la Art Students League de Nueva York, donde se pagó la educación artística trabajando como empleada de una tienda de ropa. Después de asistir a una fiesta con la escritora Anne Morrison, a Colbert le ofrecieron una pequeña parte en la obra de Anne Morrison Chapin y apareció en el escenario de Broadway en un pequeño papel en The Wild Westcotts (1923). Había estado usando el nombre de Claudette en lugar de su primer nombre Lily desde la secundaria, y para su nombre artístico, agregó el apellido de soltera de su abuela materna, Colbert. Su padre, Georges, murió en 1925 y su abuela, Marie Loew, murió en Nueva York en 1930.
En 1923, The Wild Wescotts fue la ópera prima en el teatro de Claudette, que a partir de entonces adoptó el nombre con el que se hizo famosa cuatro años después, interpretando The Barker. También en 1927, la joven empezó a colaborar en el cine, pero su primera película, For the love of Mike fue un fracaso de taquilla y la hizo volver al teatro.
Cuando volvió al celuloide, en 1929, su película The Lady Lies fue, por el contrario, un enorme éxito. El año anterior, 1928, había contraído matrimonio con el director Norman Foster.
Después de cinco años de éxitos casi seguidos, Claudette Colbert ya era una actriz reconocida y respetada en el mundo del cine, pero lo mejor estaba aún por llegar. Cleopatra, una de las obras más recordadas de Cecil B. DeMille, en 1934, consagró a la actriz. Pocos meses después, It Happened One Night (Sucedió una noche), comedia que protagonizó con Clark Gable, haría que Claudette se metiera de lleno en la industria  del cine y que, además de ganar el galardón Óscar, lograra hacer historia al ser la primera mujer francesa al obtener el premio a la mejor actriz.
Un año después, en 1935, se divorció de Norman Foster, con el que jamás había convivido desde el día de su matrimonio, para casarse con el doctor Joel Pressman. Ya en la década de 1940, probó suerte en la televisión y como directora (Texas Lady, 1955). Continuó trabajando en cine y televisión hasta 1987, dedicándose por completo al teatro desde entonces y hasta 1992.
Su segundo marido falleció de un hepatocarcinoma en 1968.
En 1990 ganó el Premio Donostia del Festival de San Sebastián.
Falleció en Speightstown, Barbados, a los 92 años de edad después de sufrir varias apoplejías consecutivas. Durante años, Colbert dividió su tiempo entre su apartamento de Manhattan y su casa de vacaciones en Speightstown. Esta última, comprada a un caballero británico y apodada Bellerive, era la única casa de plantación de la isla frente a la playa. Sin embargo, su dirección permanente siguió siendo Manhattan.
Posteriormente se celebró una misa de réquiem en la Iglesia de San Vicente Ferrer en Manhattan. Sus cenizas descansan en Godings Bay Church Cemetery, Speightstown, Saint Peter, Barbados, junto a su madre y su segundo marido.

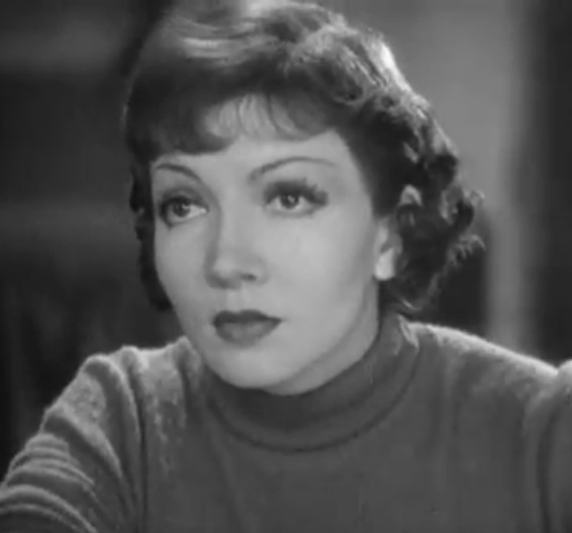
Claudette Colbert en A la sombra de los muelles, 1933.

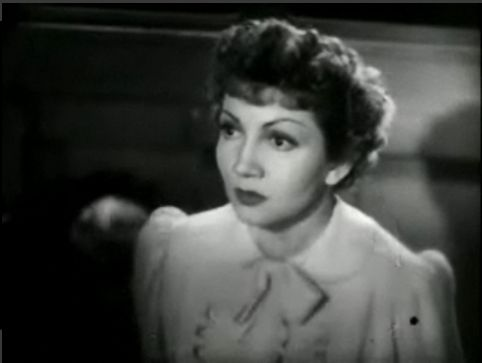
Claudette Colbert en It's a Wonderful World, 1939.

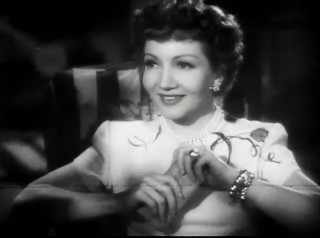
Claudette Colbert en The Secret Heart, 1946.

## Filmografía
- For the Love of Mike (1927)
- The Lady Lies (1929)
- The Hole in the Wall (1929)

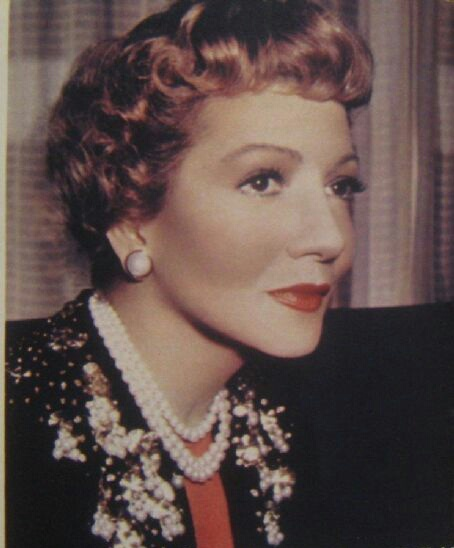
Foto promocional de Colbert en 1959.

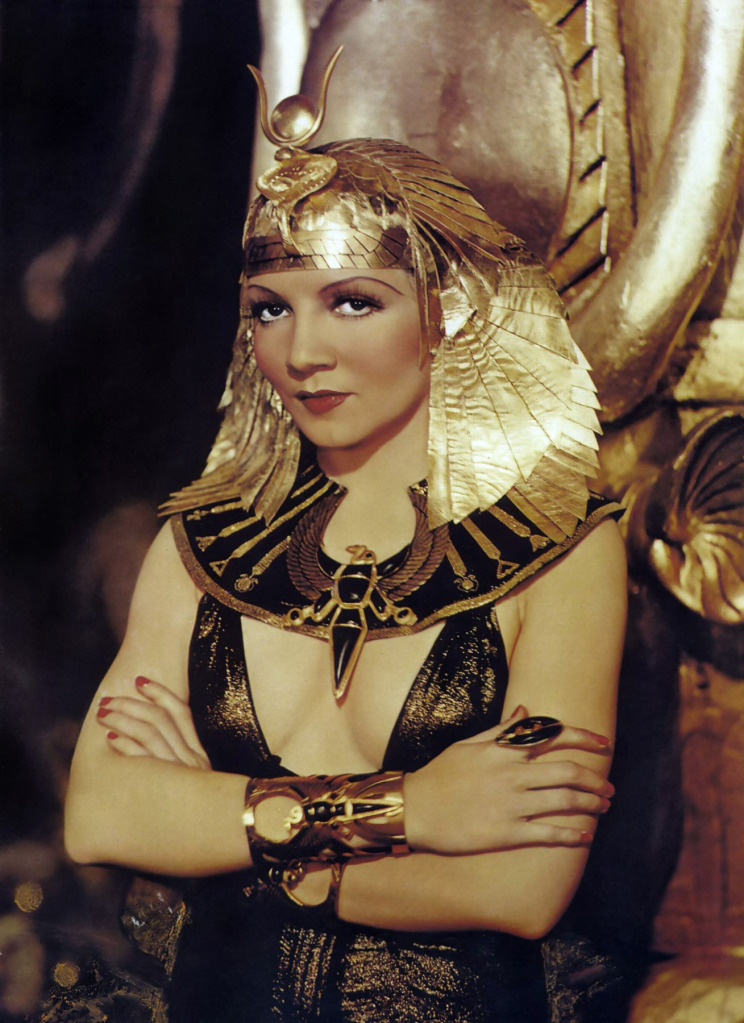
Claudette Colbert en su papel en la película Cleopatra.

- Énigmatique Monsieur Parkes, L' (1930)
- Manslaughter (1930)
- La grande mare (1930)
- Young Man of Manhattan (1930)
- His Woman (1931)
- Secrets of a Secretary (1931)
- The Smiling Lieutenant (1931)
- Honor Among Lovers (1931)
- The Sign of the Cross (1932)
- The Phantom President (1932)
- The Man from Yesterday (1932)
- Misleading Lady (1932)
- The Wiser Sex (1932)
- Torch Singer (1933)
- Three-Cornered Moon (1933)
- A la sombra de los muelles (1933)
- Tonight Is Ours (1933)
- Imitación de la vida (1934)
- Cleopatra (1934)
- It Happened One Night (1934)
- Four Frightened People (1934)
- The Bride Comes Home (1935)
- She Married Her Boss (1935)
- Private Worlds (1935)
- The Gilded Lily (1935)
- Under Two Flags (1936)
- Tovarich (1937)
- I Met Him in Paris (1937)
- Maid of Salem (1937)
- Bluebeard's Eighth Wife (1938)
- Drums Along the Mohawk (1939)
- It's a Wonderful World (1939)
- Medianoche (1939)
- Zaza (1939)
- Arise, My Love (1940)
- Boom Town (1940)
- Remember the Day (1941)
- Skylark (1941)
- The Palm Beach Story (1942)
- So Proudly We Hail! (1943)
- No Time for Love (1943)
- Practically Yours (1944)
- Since You Went Away (1944)
- Guest Wife (1945)
- The Secret Heart (1946)
- Without Reservations (1946)
- Tomorrow Is Forever (1946)
- The Egg and I (1947)
- Sleep, My Love (1948)
- Bride for Sale (1949)
- Family Honeymoon (1949)
- The Secret Fury (1950)
- Three Came Home (1950)
- Let's Make It Legal (1951)
- Thunder on the Hill (1951)
- The Planter's Wife (1952)
- Si Versailles m'était conté (1954)
- Destinées (1954)
- Texas Lady (1955)
- Parrish (1961)

## Citas
- «La mayor parte de nosotros no sabemos qué es la felicidad hasta que ésta se ha ido».

- «Actuar es algo para lo que naces. Lo tienes o no lo tienes».

- «Los hombres no se vuelven más listos al madurar. Solamente se les cae el pelo».

## Premios y distinciones

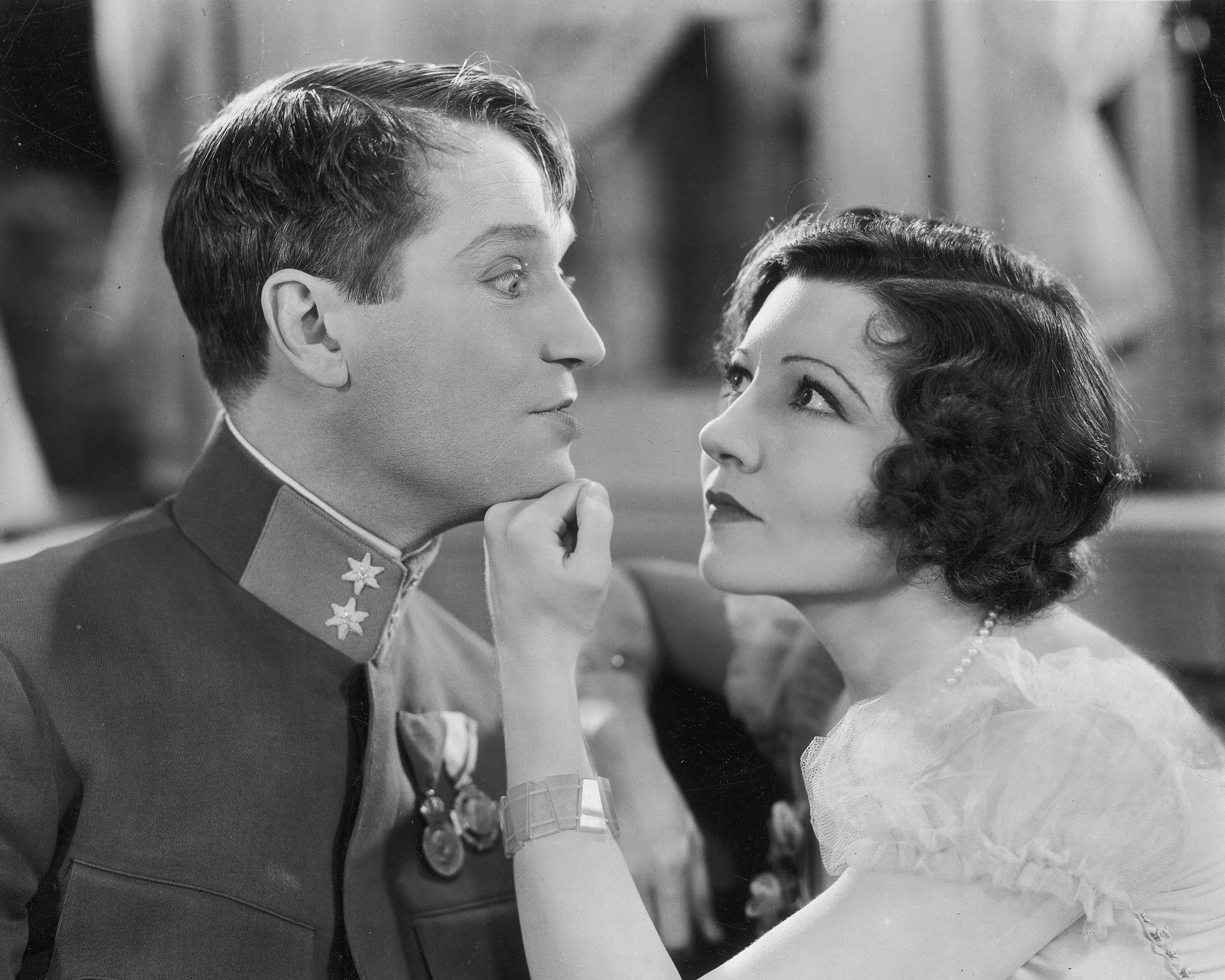
Con Maurice Chevalier en The smiling lieutenant.

Premios Óscar
| Año  | Categoría    | Película            | Resultado |
| ---- | ------------ | ------------------- | --------- |
| 1935 | Mejor actriz | Sucedió una noche   | Ganadora  |
| 1936 | Mejor actriz | Mundos privados     | Nominada  |
| 1945 | Mejor actriz | Desde que te fuiste | Nominada  |

Festival Internacional de Cine de San Sebastián
| Año  | Categoría       | Resultado |
| ---- | --------------- | --------- |
| 1990 | Premio Donostia | Ganadora  |

## Libros
- Claudette Colbert: An Illustrated Biography, Lawrence J Quirk, Random House Value Publishing 1985.
- Claudette Colbert (A Pyramid illustrated history of the movies), William K Everson, Pyramid Publications 1976.